# 横浜市立横浜工業高等学校
横浜市立横浜工業高等学校（よこはましりつ よこはまこうぎょうこうとうがっこう）は、かつて神奈川県横浜市中区翁町二丁目にあった市立工業高等学校。前身は旧制専門学校である横浜高等工業学校（後の横浜国大工学部）に併設された横浜工業専修学校。
横浜市立港高等学校、横浜市立横浜商業高等学校定時制とともに横浜市立横浜総合高等学校に統廃合され、閉校。尚、後進にあたる横浜総合高等学校は、平成25年9月より横浜工業高等学校がもともとあった横浜国大弘明寺キャンパスの隣地（神奈川県立大岡高等学校の跡地）へ移転。

## 設置学科
定時制
- 機械科
- 電気科
- 電子科
- 建築科

## 沿革
- 大正11年(1922年)4月1日 横浜市立大岡工業補習学校として官立横浜高等工業学校内に創立され、中等部に機械工学科と応用化学科を設置。
- 大正12年(1923年)4月1日 横浜市立横浜工業専修学校と校名改称。
- 大正13年(1924年)4月1日 高等部を設け機械工学科、応用化学科を設置。
- 昭和15年(1940年)4月1日 実業学校今工業学校規程に基づく学校に組織替えを行ない、横浜市立横浜工業学校と校名改称。機械科、応用化学科、電気科、 電気通信科、建築科の5科を設置。
- 昭和23年(1948年)4月1日 学制改革により横浜市立工業高等学校と校名改称。
- 昭和34年(1959年)12月1日 横浜市中区翁町４の132元横浜市立寿小学校を寿分校とし、電気、電子、建築の3科を横浜国立大学工学部内より移設。
- 昭和46年(1971年)4月1日 横浜市中区翁町２丁目９番地の10に新校舎建設竣工のため横浜市南区大岡2丁目31番1号の横浜国立大学工学部内に設置されていた機械科を併合。
- 昭和47年(1972年)4月1日 電気工事士コース、危険物取扱者コースの別科を設置。
- 平成14年(2002年)4月5日 横浜市立の3校が統合して、横浜市立横浜総合高等学校が開校。
- 平成17年(2005年)4月1日 横浜工業高等学校が閉校。

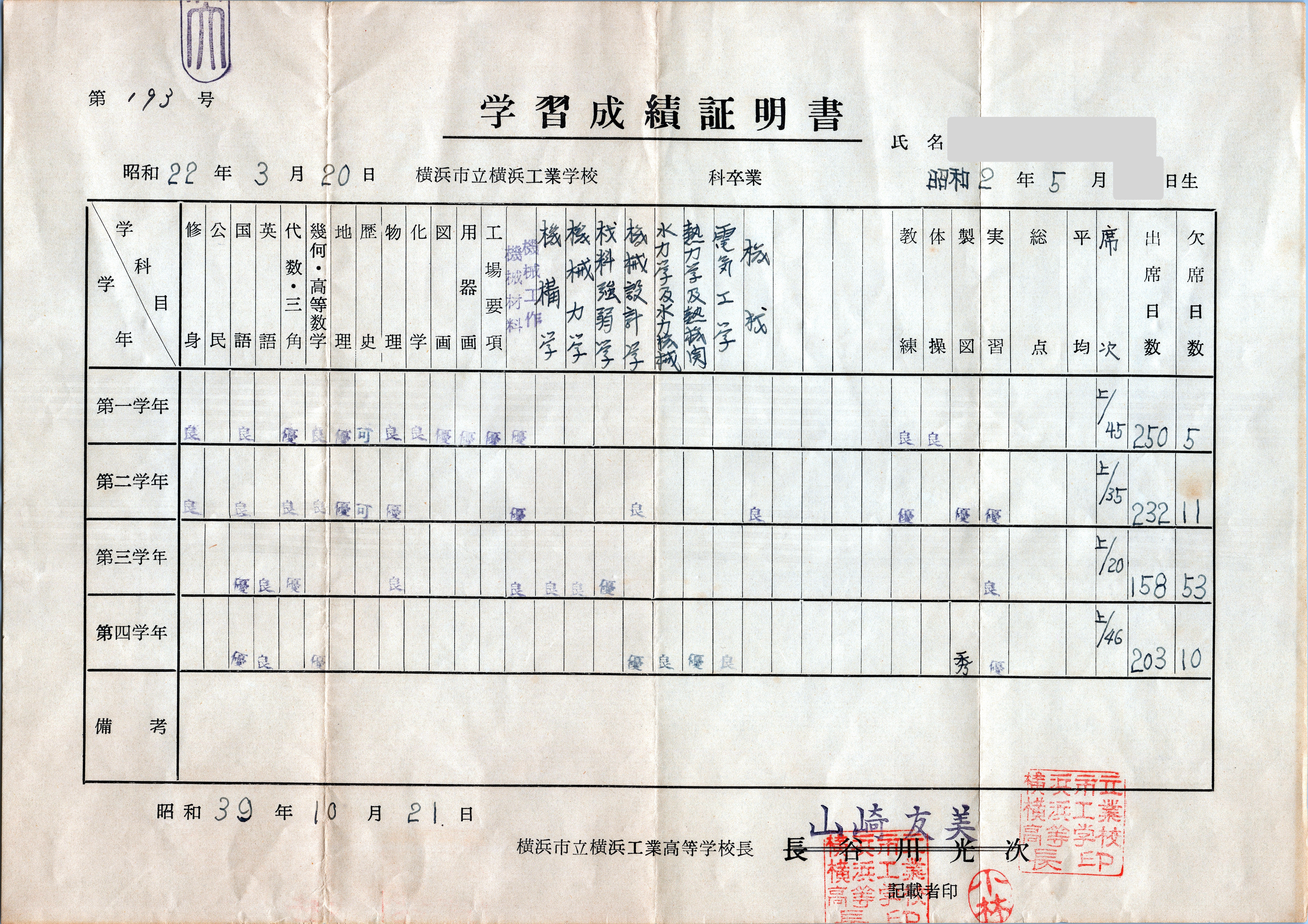
横浜市立横浜工業高等学校 成績証明書 昭和22年FF 5152 a

## 交通
- 横浜市営地下鉄伊勢佐木長者町駅より徒歩5分。